# География Волгоградской области
Волгоградская область — субъект Российской Федерации на Юге России, входит в Южный федеральный округ.

## Географическое положение

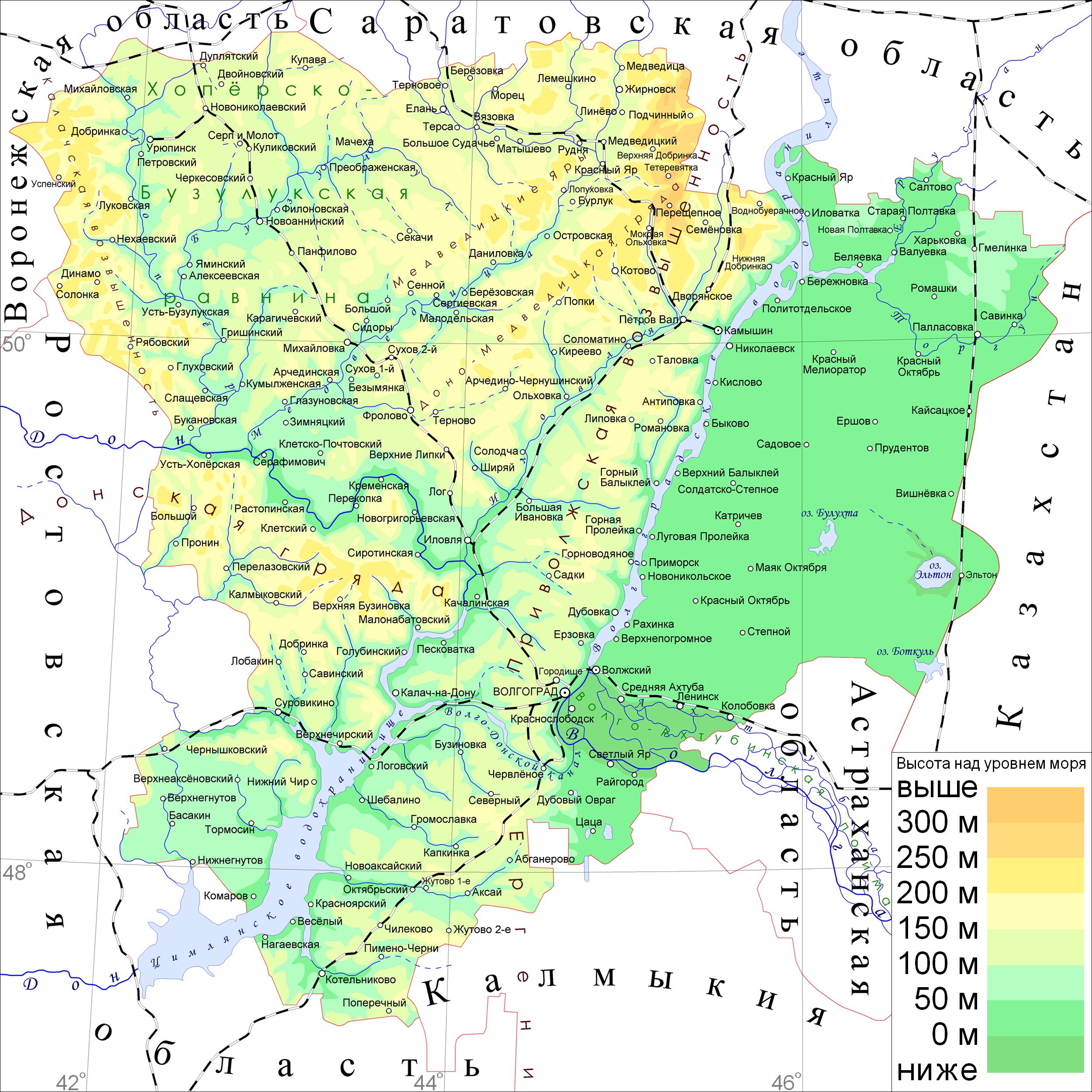
карта Волгоградской области

С севера на юг и с запада на восток область протянулась более чем на 400 км. Общая протяжённость границ области — 2221,9 км, в том числе с Саратовской областью 29,9 %, Ростовской 26,8 %, Астраханской 11,4 %, Воронежской 11,3 % областями, Республикой Калмыкия 10,9 % и Казахстаном 9,7 %.
Волгоградская область имеет выгодное географическое положение, являясь главными воротами на юг России с выходом на Иран, Кавказ, Украину и Казахстан. В обратном направлении на центральную Россию и Поволжье. Также в области соединяются через Волго-Донской канал две важнейшие реки Европейской части России, Волга и Дон.С его помощью можно выйти на следующие моря:Каспийское море, Белое море, Балтийское море, Чёрное море и Азовское море.
Занимает площадь 113,9 тыс. км² (78 % составляют земли сельскохозяйственного назначения).
Высшая точка области — гора Серпокрыловская (358,6 м, 50°34′14″ с. ш. 45°08′41″ в. д.). Расположена в Жирновском районе к юго-востоку от села Серпокрылово, от которого и получила название. Гора является частью Гусельско-Тетеревятского кряжа Доно-Медведицкой гряды Приволжской возвышенности Приволжской возвышенности.

### Климатические условия

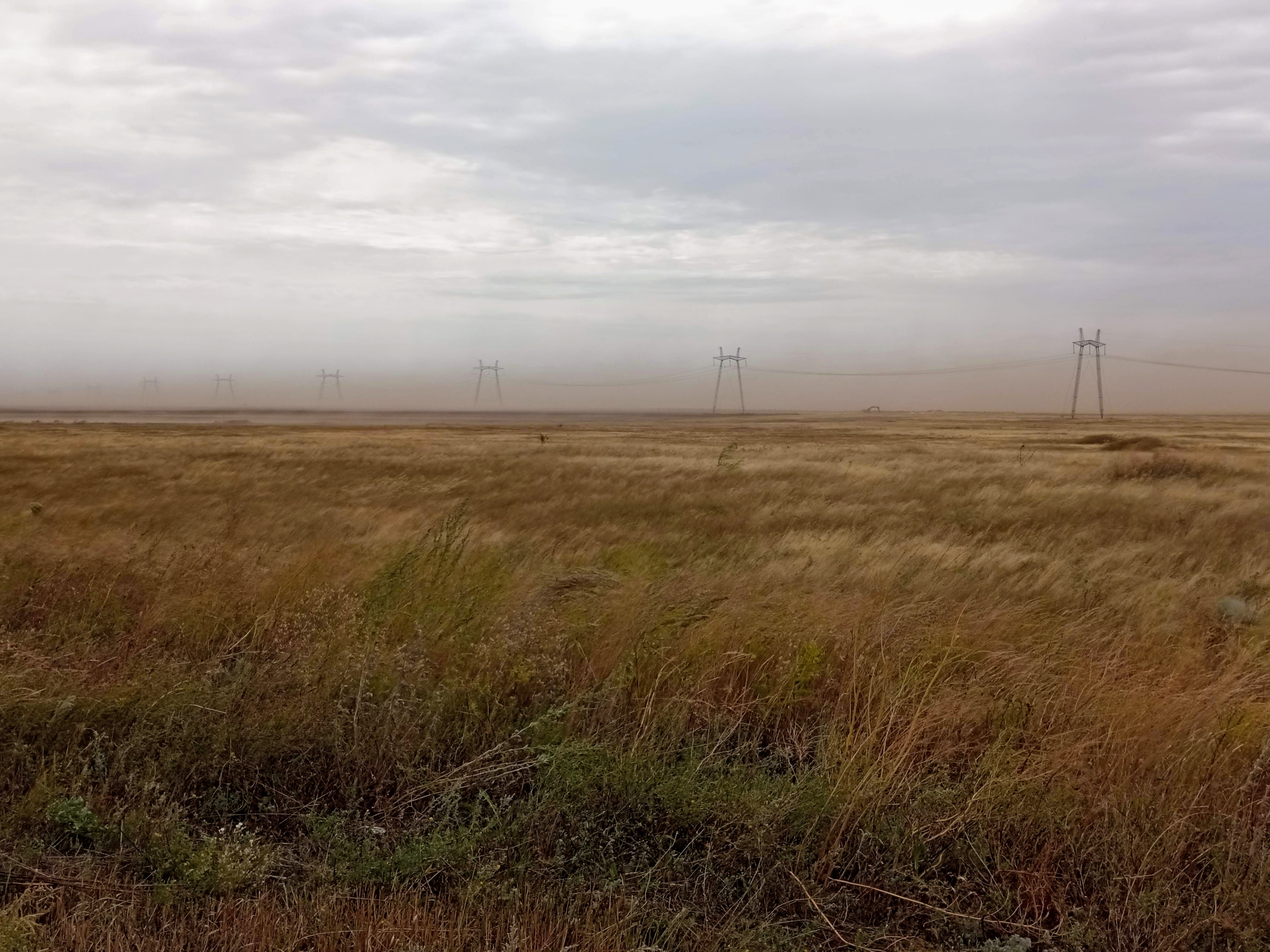
Песчаная буря в августе 2022 года

Климат области засушливый, с резко выраженной континентальностью. Северо-западная часть находится в зоне луговой степи, восточная — в зоне полупустынь, приближаясь к настоящим пустыням (см. также Арчединско-Донские пески). Среднегодовое количество осадков выпадает на северо-западе до 500 мм, на юго-востоке — менее 270 мм. Абсолютный максимум тепла +42…+45 °C наблюдается обычно в июле — августе. Абсолютный минимум температуры воздуха составляет −36… −41 °C и наблюдается в январе — феврале.
Среднемноголетние сроки образования устойчивого снежного покрова в северных районах — 11—17 декабря, в южных — 20—25 декабря. Снежный покров сохраняется от 90 до 110 дней. Средние значения высоты снежного покрова колеблются от 13 до 22 см.
Зима в Волгоградской области, как правило, начинается в декабре и длится 70—90 дней. Весна обычно короткая, наступает в марте — апреле. В мае иногда бывают заморозки, нанося большой ущерб сельскохозяйственным культурам и плодоносящим садам. Лето устанавливается в мае, иногда в июне и продолжается около 3-х с половиной месяцев. Осень длится с конца сентября до начала декабря. В октябре иногда бывают заморозки.

### Почвы
Рельеф Волгоградской области разнообразен, от бессточной низменной равнины в Заволжье до возвышенной расчленённой территории на севере и западе области. Область расположена в пределах 2-х почвенных зон — чернозёмной и каштановой на юго-востоке встречаются участки бурых почв. Почвы чернозёмного типа занимают около 22 % площади, каштанового — 41 %, бурые полупустынные 3%, интразональные (с преобладанием солонцов) — 14 %. По условиям тепло- и влагообеспеченности и особенностям состава почв территория Волгоградской области делится на четыре агроклиматические зоны: степная, сухостепная, пустынная и полупустынная.
Расположенная в зоне сухих степей и полупустынь, Волгоградская область относится к малолесным регионам. При общей площади 113 тыс. км², леса в области занимают лишь 4,3 %. Общая площадь лесов Волгоградской области составляет 699,0 тыс. га.

### Гидрография

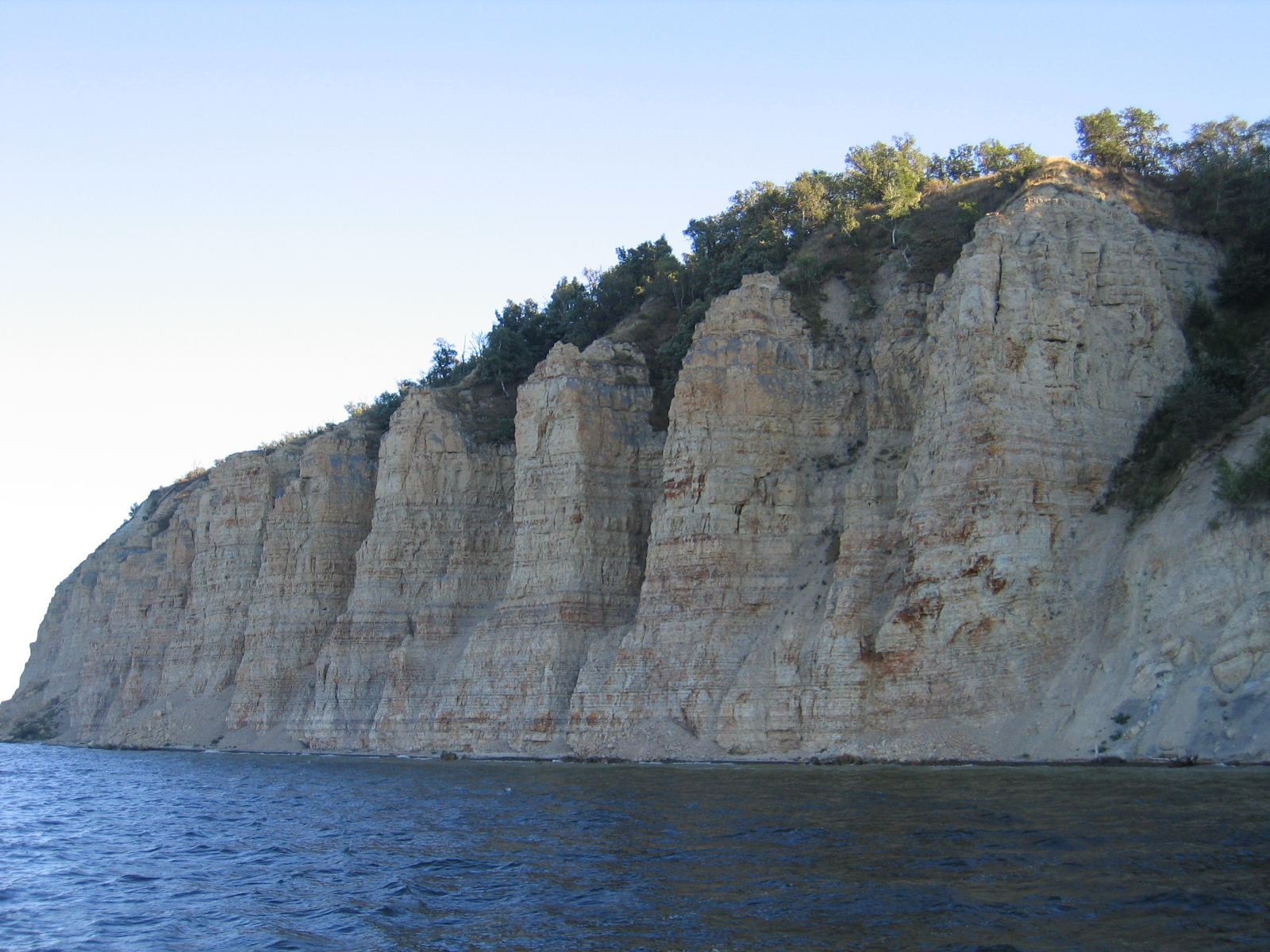
Столбичи — правый обрывистый берег Волги в Камышинском районе, недалеко от границы с Саратовской областью

По территории Волгоградской области протекает около 200 рек различной величины. Они относятся к бассейнам Азовского и Каспийского морей, Прикаспийскому и Сарпинскому бессточным бассейнам. Большая часть территории региона дреннируется Доном с его притоками: Хопром, Медведицей, Иловлей, Чиром, Донской Царицей, Мышковой, Аксаем, Курмоярским Аксаем — всего 165 рек. Волжский бассейн занимает узкую полосу вдоль долины Волги и включает 30 водотоков.
На обширной территории Прикаспийского бессточного района (22 172 км²) рек мало, они впадают в озеро Эльтон (Сморогда, Хара, Ланцуг). Реки, относящиеся к Сарпинскому бессточному бассейну, стекают с восточного склона Ергенинской возвышенности и впадают в озёра Сарпа и Цаца.
Общая протяжённость рек, протекающих по территории Волгоградской области, составляет 7981 км, 9 из них имеют протяжённость более 200 км, их суммарная длина в пределах области — 1947 км. Питание рек происходит за счёт атмосферных осадков (80—90 % всего объёма) и грунтовых вод.
Волга и Дон с крупными притоками используются как водные транспортные магистрали. На них построены крупные ГЭС, созданы водохранилища, дающие возможность использовать воду, для выработки гидроэнергии и на орошение полей. Волга и Дон соединены судоходным каналом, благодаря которому проложен глубоководный путь между Балтийским, Белым, Каспийским и Азовским морями. Самая северная река области Кардаил, самая южная Кара-Сал обе реки являются бассейном Среднего (Кардаил) и Нижнего (Кара-Сал) Дона.

### Полезные ископаемые
Волгоградская область обладает высоким потенциалом природных ресурсов для развития минерально-сырьевой базы на основе сосредоточенных в недрах разнообразных полезных ископаемых: углеводородного сырья (нефть, конденсат, газ), химического (калийные, магниевые, натриевые соли, фосфориты) и цементного сырья для металлургической промышленности (формовочные пески), промышленности стройматериалов (карбонатные породы и песчаники для производства щебня и бутового камня, пески и глины различного назначения), железных руд, цветных и редких металлов (титано-циркониевые россыпи) и т. д. Значительны запасы подземных вод, в том числе минеральных.

### Природные достопримечательности
- Волго-Ахтубинская пойма
- Ергени
- Медведицкая гряда
- река Дон
- река Медведица
- река Волга
- река Ахтуба
- река Хопёр
- озеро Эльтон

## Фауна

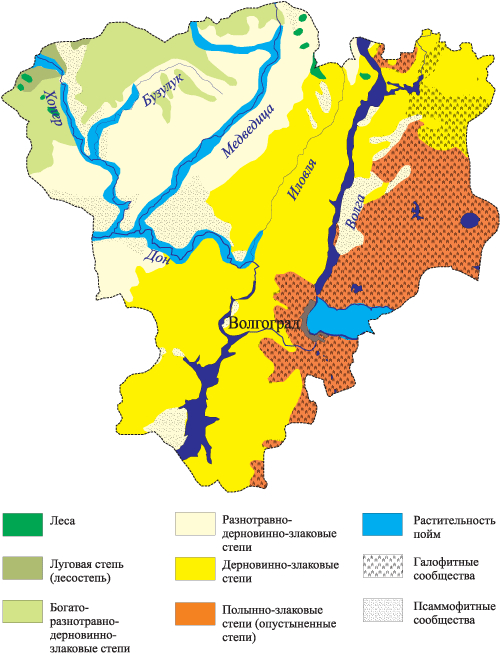
Карта растительности Волгоградской области

Животный мир области довольно богат и своеобразен, что обусловлено особенностями её географического положения и климата, разнообразием и контрастностью ландшафтов. По предварительным оценкам, на территории области обитает более 15 тысяч видов беспозвоночных и около 500 видов позвоночных животных, в том числе около 9 тысяч видов насекомых, 80 видов рыб, 8 видов земноводных (см. Герпетофауна Волгоградской области), 11 видов пресмыкающихся (см. Герпетофауна Волгоградской области), 299 видов птиц (см. Список птиц Волгоградской области)и 80 видов млекопитающих (см. Список млекопитающих Волгоградской области).
Широкий спектр экологических условий и богатый набор местообитаний от болотных до полупустынных, вкраплённых в основной фон степного ландшафта, обеспечивают возможность для существования животных с разными типами ареалов и экологическими требованиями к среде обитания.
Большинство степных и полупустынных животных — обитатели открытых пространств. Среди млекопитающих наиболее разнообразны и многочисленны представители отряда грызунов. Характерными представителями степной фауны являются суслик малый, суслик крапчатый, слепушонка обыкновенная, полёвка обыкновенная, мышовка степная, большой тушканчик, степная пеструшка, а также заяц русак (единственный представитель отряда зайцеобразных), ушастый ёж и землеройки (отр. Насекомоядных). Со строителями нор связана жизнь практически всех степных хищников — степного хоря, лисицы, корсака иногда, в разных ландшафтах области можно увидеть шакала, степного, камышового, лесного кота.
Некоторые виды млекопитающих обитают лишь на части территории области. Так Волга является западной границей ареала белобрюхой белозубки, жёлтого суслика. С юга и с востока на территорию области иногда заходят небольшие группы сайгаков.

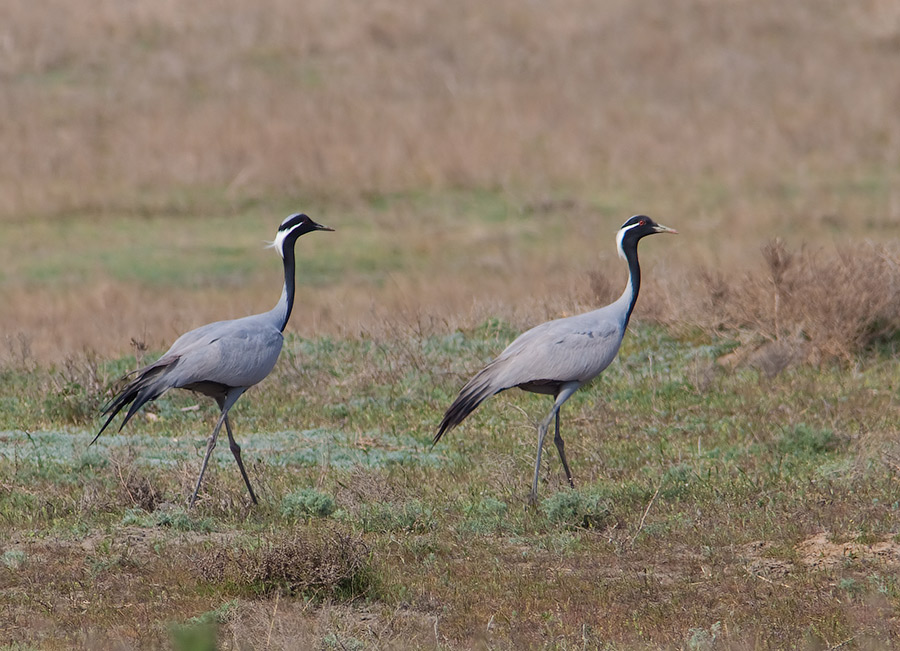
Журавль-красавка

Из птиц типичными обитателями открытых пространств являются жаворонки (полевой и степной), дневные хищные птицы (кобчик, пустельга обыкновенная, чёрный коршун, курганник, степной орёл и др.), курообразные (серая куропатка и перепел), журавлеобразные (журавль-красавка), дрофиные (дрофа, стрепет).
Из пресмыкающихся наиболее обычны прыткая ящерица, разноцветная ящурка, полозы; повсеместна, хотя и более редка, степная гадюка, на юге и юго востоке области возможна встреча на песчаных участках с песчаным удавчиком и степной черепахой, во всяком случаях такие бывали в 1950-е годы; из беспозвоночных животных — многоножки, пауки, гамазовые и панцирные клещи, жуки, клопы, прямокрылые и др.

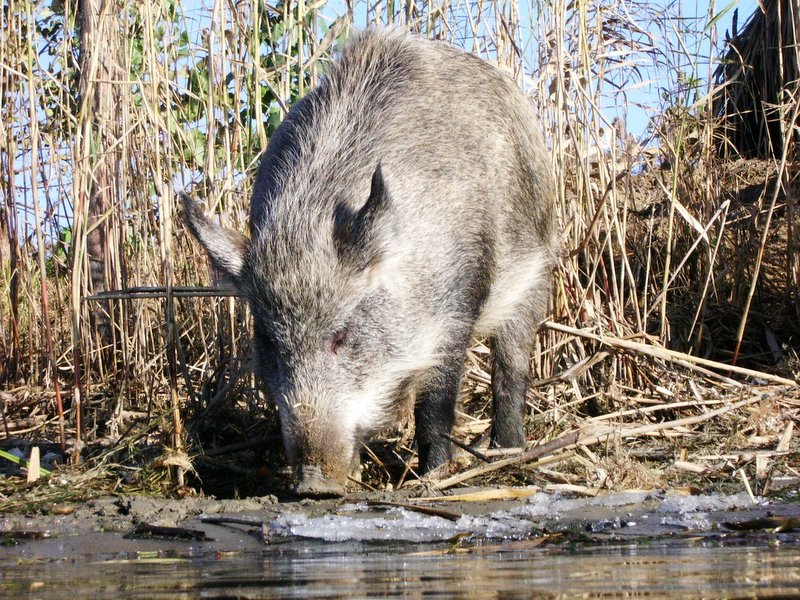
Дикий кабан

Фауна лесов и искусственных лесонасаждений гораздо богаче и разнообразнее. Однако из-за того, что площадь, занятая под лесами сравнительно небольшая, численность большинства лесных животных невелика. Из млекопитающих типичными обитателями лесов являются обыкновенный ёж, землеройка — малая белозубка, лесная соня, мышь-малютка, енотовидная собака, лесной хорёк, лесная и полевая мыши, летучие мыши, обыкновенный кабан и лось; из птиц — дятлы, сорокопуты, дрозды, славки, мухоловки, синицы, филины, совы и другие.
Водоёмы области и их побережья характеризуются большим видовым разнообразием фауны, высокой продуктивностью и наличием значительного числа редких видов. Из млекопитающих в водоёмах встречается 6 видов (бобр, ондатра, выхухоль, водяная полёвка, водяная кутора и норка), хотя степень их адаптации к обитанию в воде различна. Последние три вида значительную часть времени проводят вне водоёмов. За исключением ондатры и норки, встречающихся почти повсеместно (хотя и с небольшой численностью), остальные водные млекопитающие имеют локальное распространение.

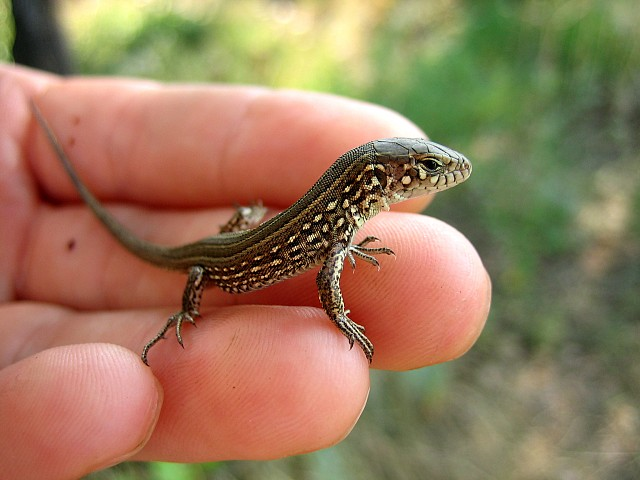
Прыткая ящерица (недалеко от Камышина)

Существенное значение в функционировании водных и околоводных экосистем играют лимнофильные птицы, которые составляют более 30 % от общего числа птиц, встречающихся на территории области. Чаще других водоёмы заселяют речные утки — кряква, чирки, а из нырковых — красноголовый и белоглазый. Повсеместно встречаются также поганки (большая и серощекая), аистообразные (серая цапля, кваква, выпь). Из земноводных наиболее обычным обитателем водоёмов является озёрная лягушка, из пресмыкающихся — болотная черепаха и ужи (обыкновенный и водяной).
Богата и разнообразна ихтиофауна водоёмов, в составе которой насчитывается 78 видов, принадлежащих 15 отрядам, среди которых наибольшим видовым разнообразием отличаются карпообразные, составляющие значительную часть уловов рыбы. В водоёмах Донского бассейна встречаются такие ценные виды рыб как донская стерлядь, чехонь, рыбец, синец; в бассейне Волги — осётр русский, белуга, стерлядь, севрюга, сельдь волжская, белорыбица. Наиболее распространённые виды — черноморско-каспийская тюлька (самая многочисленная рыба в Волгоградской области), уклейка, густера, серебряный карась, бычок-песочник, лещ, речной окунь и горчак. В составе ихтиофауны области есть ряд видов, акклиматизированных и вселившихся по ирригационным каналам из других бассейнов (белый амур, пёстрый и белый толстолобики, большеротый буффало, веслоноса, пиленгаса и др.).
Состав фауны водных беспозвоночных животных особенно богат и насчитывает более чем 1200 видов, относящихся к 19 классам и более чем 60 отрядам. Подавляющая часть фауны — виды, обычные для пресных вод Европейской части России (пиявки; двустворчатые и брюхоногие моллюски; твистоусые и веслоногие ракообразные, мизиды, бокоплавы, речные раки; личинки стрекоз и хирономид; водные клопы-гребляки, гладыши (клопы), водомерки; водные жуки-водолюбы, плавунцы, плавунчики, вертячки).
Рыбный промысел и охота — важнейшие виды природопользования. В водоёмах Волгоградской области добывается около 30 видов рыб; основными объектами промысла являются лещ, густера, серебряный карась, плотва, толстолобик, судак, синец, сазан, чехонь, сом, щука, жерех.
Общая площадь охотничьих угодий области составляет около 1 млн 172 тыс. га. Добыча охотничьих животных планируется на основании данных по численности с расчётом сохранения поголовья, необходимого для расширения воспроизводства. К охотничьим животным относится более 20 видов. Основные объекты промысла — заяц-русак, лисица, ондатра, корсак, кабан, чирки, нырки, лысуха, серый гусь.
Распашка земель, коренные преобразования гидрографической сети, вырубка лесов, строительство дорог, нерегулируемый промысел и браконьерство, а также усиливающаяся рекреационная нагрузка существенным образом изменяют условия жизни многих видов животных. Одной из общепринятых форм охраны биоразнообразия является занесение видов в Красные книги. По состоянию на 1 января 2004 года в Красную книгу Волгоградской области занесено 134 вида животных.

### Особо охраняемые природные территории
На начало 2010 года в Волгоградской области существовало 37 особо охраняемых природных территорий. Вместе с тем, как отмечают специалисты, кандидатами на включение в список являются ещё 55 объектов.
В Волгоградской области созданы 7 природных парков: Волго-Ахтубинская пойма, Донской, Нижнехопёрский, Усть-Медведицкий, Цимлянские пески, Щербаковский, Эльтонский.

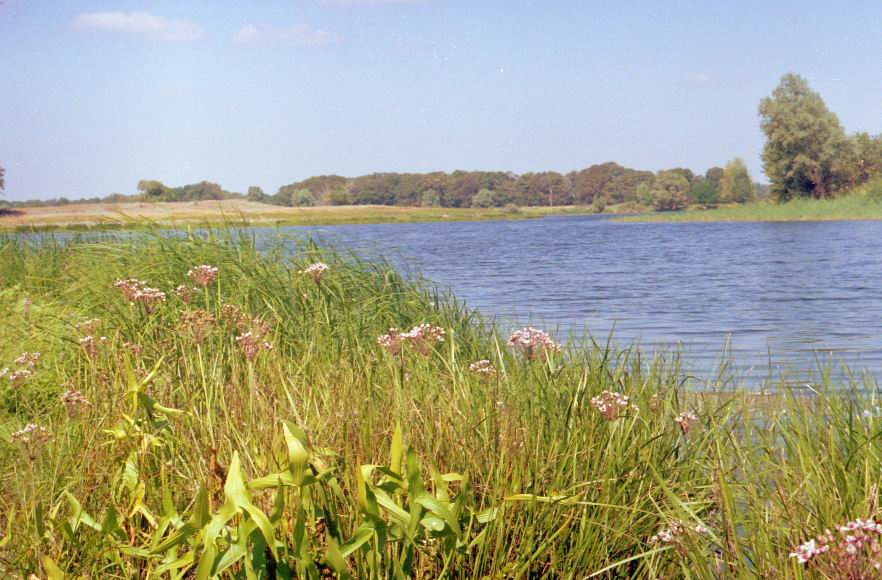
Волго-Ахтубинская пойма — Лещёвский ерик
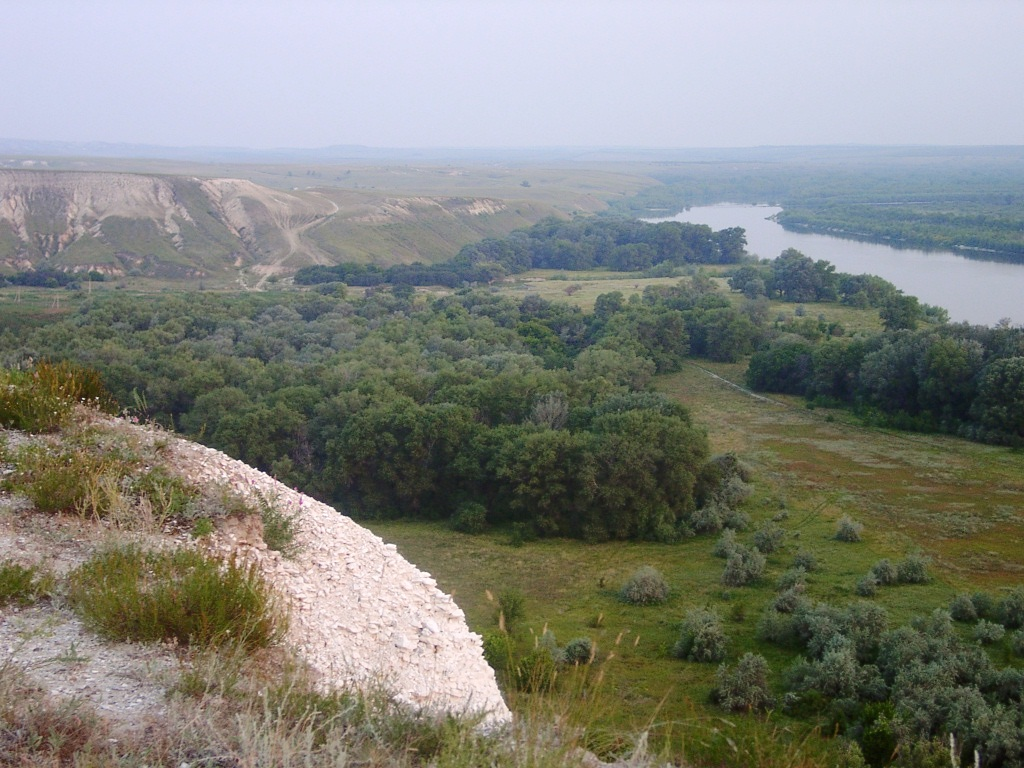
Донской природный парк
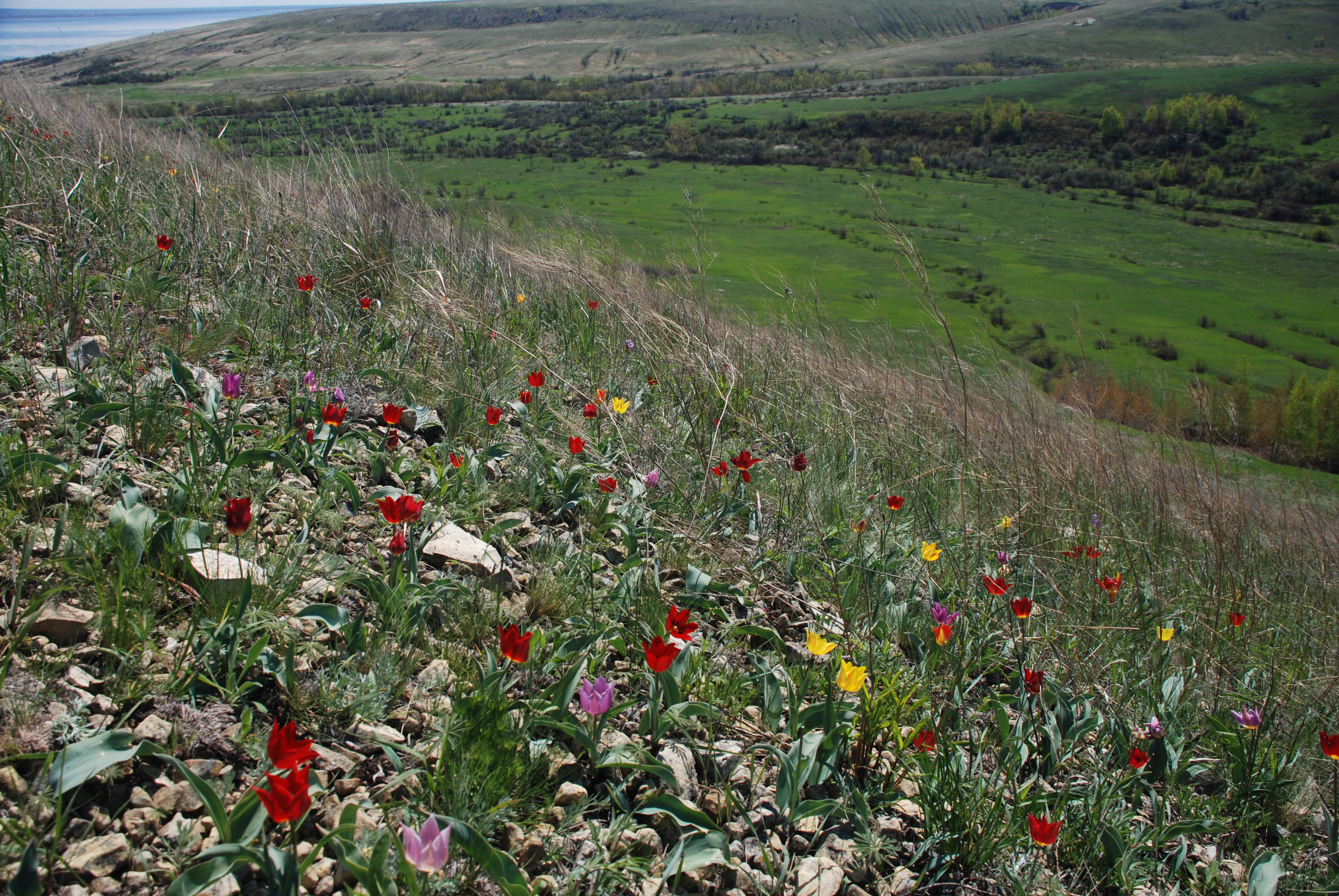
Щербаковский природный парк — тюльпаны Геснера в Кривцовской балке
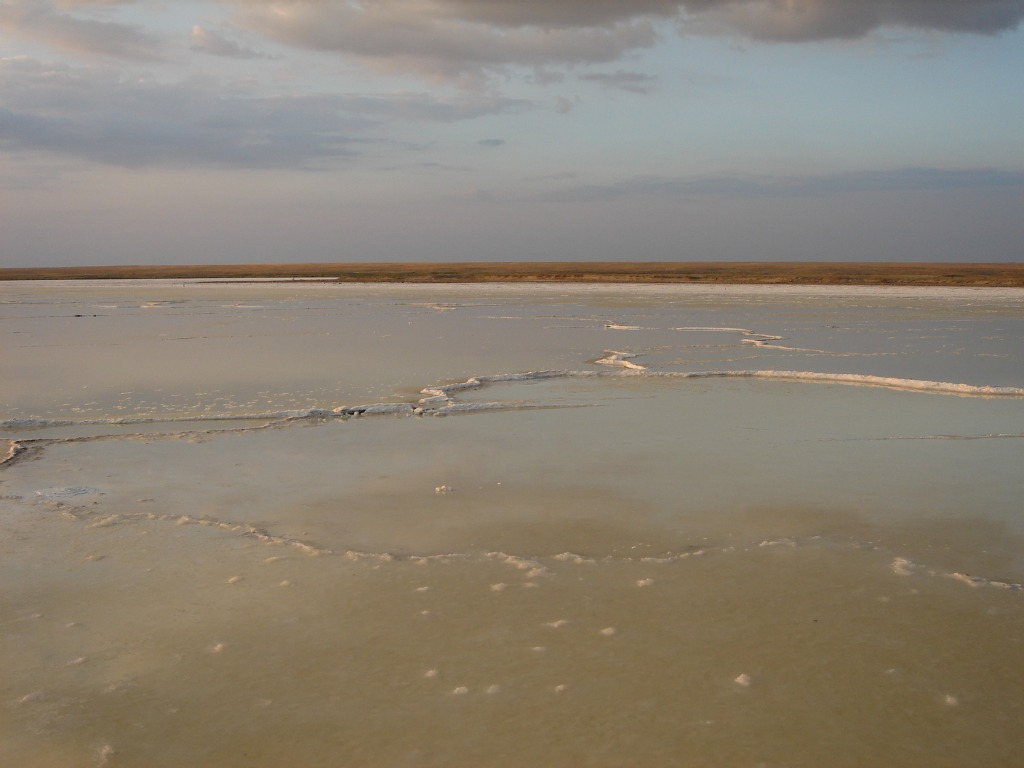
Эльтонский природный парк

Также в области созданы следующие охотничьи заказники : Задонский, Куланинский, Кумылженский, Лещевский, Ольховский, Раздорский.

## История
Сталинградский край
Сталинградская область была образована из Сталинградского края 5 декабря 1936 года.
Сталинградская область
Административная единица на территории Российской Советской Федеративной Социалистической Республики. Существовала с 5 декабря 1936 года по 10 ноября 1961 года.
Административный центр — город Сталинград.
Волгоградская область
10 ноября 1961 переименована в Волгоградскую область.
В конце 2010 года ряд экспертов заявили о реальной возможности слияния Волгоградской и Астраханской областей в единый Нижне-Волжский край. При этом ставка делается на Астраханскую область, её потенциал и региональную элиту.

## Административное деление
Территория Волгоградской области состоит из административно-территориальных единиц — районов и городов областного значения.
В состав области входят: Алексеевский, Быковский, Городищенский, Даниловский, Дубовский, Еланский, Жирновский, Иловлинский, Калачевский, Камышинский, Киквидзенский, Клетский, Котельниковский, Котовский, Кумылженский, Ленинский, Михайловский, Нехаевский, Николаевский, Новоаннинский, Новониколаевский, Октябрьский, Ольховский, Палласовский, Руднянский, Светлоярский, Серафимовичский, Среднеахтубинский, Старополтавский, Суровикинский, Урюпинский, Фроловский, Чернышковский районы и города областного значения: Волгоград, Волжский, Камышин, Михайловка, Урюпинск, Фролово.
Таким образом на территории области находятся 1506 населённых пунктов в составе 39 муниципальных образований (6 городских округов и 33 муниципальных района), которые соответствуют 39 административно-территориальным единицам (6 городов областного подчинения и 33 района).
Кроме административно-территориальных единиц, предусмотренных областным законом «Об административно-территориальном устройстве Волгоградской области», с 2001 по 2010 годы существовали региональные округа, созданные согласно Постановлению Главы администрации Волгоградской области Николая Максюты. Целью их создания было «укрепление вертикали власти для эффективной реализации Главой Администрации Волгоградской области своих полномочий, обеспечение взаимодействия органов государственной власти Волгоградской области с муниципальными образованиями, усиление контроля за исполнением решений Главы Администрации Волгоградской области». К 2010 году в области существовало 10 региональных округов. В январе 2010 года Анатолий Бровко упразднил отделы по работе с муниципальными образованиями аппарата главы региона, тем самым ликвидировав систему полпредов губернатора в территориальных округах области.

## Населённые пункты
Примечание: полужирным выделены города

## Население
Население области по итогам Всероссийской переписи населения 2010 года составляет 2 611 156 человек. Плотность населения — 23,1 чел./км².

### Национальный состав населения
По данным Всероссийской переписи населения 2010 года:
| Народ                                               | Численность в 2010 году | Процент от общей численности |
| --------------------------------------------------- | ----------------------- | ---------------------------- |
| Русские                                             | 2 309 253               | 88,47                        |
| Казахи                                              | 46 223                  | 1,77                         |
| Украинцы                                            | 35 607                  | 1,36                         |
| Армяне                                              | 27 846                  | 1,07                         |
| Татары                                              | 24 557                  | 0,94                         |
| Азербайджанцы                                       | 14 398                  | 0,55                         |
| Немцы                                               | 10 102                  | 0,39                         |
| Лица, не указавшие национальность                   | 44 541                  | 1,71                         |
| показаны народы c численностью более 10 000 человек |                         |                              |